# صفوق (اسم)
صَفوق أو صفوك(1) اسم علم مذكر عربي بدوي، معناه الممتنع مِن الجبال.

## الهوامش
- «1»:بالكاف المجهورة وليست الكاف الفصيحة.